# Liga Peruana de Vóley Femenino
La Liga Peruana de Vóley Femenino (conocida como Liga Nacional Superior de Voleibol del Perú hasta la temporada 2023-2024) es la liga de la Primera División de Voleibol Femenino del Perú. Su organización, control y desarrollo están a cargo de la Federación Peruana de Voleibol (FPV). 
Comenzó a disputarse en 2002 como sucesora de la División Superior Nacional de Voleibol (Disunvol) y con el objetivo de ser un sistema para enlazar los campeonatos distritales de Lima con los del interior del país. El primer equipo campeón fue el Regatas Lima, mientras que el actual campeón es Alianza Lima.

## Historia
La Primera División de Voleibol Femenino del Perú se jugó desde 1965 al 2002 bajo el torneo denominado «División Superior Nacional de Voleibol», este formato fue descontinuado ese año luego de una momentánea desafiliación de la FIVB al Perú arguyendo intromisión política sobre la FPV de aquella época. Tras ser afiliado nuevamente a la Federación Internacional de Voleibol, la Federación Peruana reactiva la liga en 2002 mediante el nombre de «Liga Nacional Superior de Voleibol del Perú».
Las primeras ediciones del torneo se caracterizaron por su escasa difusión y por disputarse en un lapso corto de tiempo. Para la temporada 2008 se estableció un formato de competencia de seis meses que se mantiene hasta hoy, además se firmó el convenio con Telefónica del Perú, ahora Movistar Perú, que hasta la fecha sigue siendo el patrocinador principal de la LNSV. Desde la edición del 2009, gracias a un convenio con la Municipalidad de Miraflores, el Complejo Deportivo Manuel Bonilla fue la sede principal de los encuentros de la Liga Nacional de Voleibol en todas sus instancias. Otras sedes que recientemente han sido empleadas por la FPV son el Polideportivo del Callao (temporada 2019-20) y el Poilideportivo de Vila El Salvador (desde el 2020 hasta la actualidad). 
Tras la abrupta cancelación de la LNSV 2019-20, en marzo de 2020, por la pandemia del Covid-19, la Federación Peruana de Voleibol organizó, entre noviembre y diciembre de 2020, la primera Copa Nacional de Voley (CNV) con la intención de darle ritmo de competencia a los clubes peruanos con miras a la reactivación de la LNSV en la temporada 2020-21. En esta inédita CNV, participaron solamente 6 de los 8 clubes que aún pertenecían a la LNSV: Alianza Lima, Regatas Lima, Géminis, Jaamsa, Rebaza Acosta y la USMP. Por su parte, Circolo Sportivo Italiano y Deportivo Alianza no pudieron participar, mientras que Sport Real y la Universidad César Vallejo decidieron abandonar la LNSV por temas económicos. Luego de un mes de competencia, el Deportivo Jaamsa se proclamó campeón de la Copa Nacional de Voley. Por su parte, Alianza Lima quedó como subcampeón y Regatas Lima logró el tercer lugar de la competencia. 
Desde la temporada 2025, el torneo se denomina «Liga Peruana de Vóley Femenino» ya considerada como la segunda mejor y más competitiva de Sudamérica. Ello se constató con Alianza Lima subcampeón del 25° Sudamericano de Clubes de Vóley 2025, donde en fase de grupos le ganó 3-1 al Dentil Praia, subcampeón de la Supercopa Brasileira 2024, bicampeón de la Superliga A brasileña 2022-23 y tricampeón sudamericano de clubes, en Belo Horizonte (Brasil) del 7 al 11 de marzo del 2025.

## Sistema
El formato actual de competencia consta de tres etapas. En la primera, se enfrentan todos los equipos bajo el sistema de todos contra todos o Round Robin, los 4 últimos juegan entre sí por la permanencia en la categoría. En la segunda etapa se enfrentan los 8 equipos mejor ubicados en la primera, nuevamente en Round Robin. En la tercera etapa se arman llaves de eliminación directa de acuerdo a las ubicaciones de los clubes en la segunda etapa y se decide al campeón de la Liga Nacional Superior.

## Palmarés
Nota: Estas estadísticas son contabilizadas desde la utilización de la denominación Liga Nacional Superior de Voleibol. Para ver las estadísticas completas, mirar el artículo Primera División de Voleibol Femenino del Perú'.

### Títulos por año
| Edición | Años    | Campeón                                                                                | Subcampeón                                                                             | Tercero                                                                                | Cuarto                                                                                 |
| ------- | ------- | -------------------------------------------------------------------------------------- | -------------------------------------------------------------------------------------- | -------------------------------------------------------------------------------------- | -------------------------------------------------------------------------------------- |
| I       | 2002-03 | Regatas Lima                                                                           | Deportivo Wanka                                                                        | Desconocido                                                                            | Desconocido                                                                            |
| II      | 2003-04 | CS Italiano                                                                            | Desconocido                                                                            | Desconocido                                                                            | Desconocido                                                                            |
| III     | 2005    | Regatas Lima                                                                           | Géminis                                                                                | CS Italiano                                                                            | Desconocido                                                                            |
| IV      | 2005-06 | Regatas Lima                                                                           | Géminis                                                                                | Desconocido                                                                            | Desconocido                                                                            |
| V       | 2006-07 | Regatas Lima                                                                           | Latino Amisa                                                                           | Camino de Vida                                                                         | Desconocido                                                                            |
| VI      | 2007-08 | Géminis                                                                                | Regatas Lima                                                                           | CS Italiano                                                                            | Divino Maestro                                                                         |
| VII     | 2008    | CS Italiano                                                                            | Géminis                                                                                | Latino Amisa                                                                           | Desconocido                                                                            |
| VIII    | 2009-10 | Géminis                                                                                | Regatas Lima                                                                           | Divino Maestro                                                                         | CS Italiano                                                                            |
| IX      | 2010-11 | Divino Maestro                                                                         | Géminis                                                                                | UCV                                                                                    | Deportivo Alianza                                                                      |
| X       | 2011-12 | Géminis                                                                                | USMP                                                                                   | Divino Maestro                                                                         | Alianza Lima                                                                           |
| XI      | 2012-13 | UCV                                                                                    | USMP                                                                                   | Sporting Cristal                                                                       | Alianza Lima                                                                           |
| XII     | 2013-14 | USMP                                                                                   | Sporting Cristal                                                                       | UCV                                                                                    | Géminis                                                                                |
| XIII    | 2014-15 | USMP                                                                                   | Géminis                                                                                | UCV                                                                                    | Regatas Lima                                                                           |
| XIV     | 2015-16 | USMP                                                                                   | Regatas Lima                                                                           | Géminis                                                                                | UCV                                                                                    |
| XV      | 2016-17 | Regatas Lima                                                                           | USMP                                                                                   | Géminis                                                                                | Alianza Lima                                                                           |
| XVI     | 2017-18 | USMP                                                                                   | Jaamsa                                                                                 | Regatas Lima                                                                           | Alianza Lima                                                                           |
| XVII    | 2018-19 | USMP                                                                                   | CS Italiano                                                                            | Jaamsa                                                                                 | UCV                                                                                    |
| XVIII   | 2019-20 | No concluyó debido a la pandemia de Covid-19, en su lugar se disputó la Copa Nacional. | No concluyó debido a la pandemia de Covid-19, en su lugar se disputó la Copa Nacional. | No concluyó debido a la pandemia de Covid-19, en su lugar se disputó la Copa Nacional. | No concluyó debido a la pandemia de Covid-19, en su lugar se disputó la Copa Nacional. |
| XIX     | 2020-21 | Regatas Lima                                                                           | Alianza Lima                                                                           | CS Italiano                                                                            | Rebaza Acosta                                                                          |
| XX      | 2021-22 | Regatas Lima                                                                           | Alianza Lima                                                                           | Géminis                                                                                | Latino Amisa                                                                           |
| XXI     | 2022-23 | Regatas Lima                                                                           | Alianza Lima                                                                           | USMP                                                                                   | Jaamsa                                                                                 |
| XXII    | 2023-24 | Alianza Lima                                                                           | USMP                                                                                   | Géminis                                                                                | Regatas Lima                                                                           |
| XXIII   | 2024-25 | Alianza Lima                                                                           | Regatas Lima                                                                           | USMP                                                                                   | Universitario                                                                          |

### Títulos por equipo
| Posición | Clubes           |   |   |   | Total |
| -------- | ---------------- | - | - | - | ----- |
| 1.°      | Regatas Lima     | 8 | 3 | 1 | 12    |
| 2.°      | USMP             | 5 | 4 | 2 | 11    |
| 3.°      | Géminis          | 3 | 5 | 4 | 12    |
| 4.°      | Alianza Lima     | 2 | 3 | 0 | 5     |
| 5.°      | CS Italiano      | 2 | 1 | 3 | 6     |
| 6.°      | UCV              | 1 | 0 | 3 | 4     |
| 7.°      | Divino Maestro   | 1 | 0 | 2 | 3     |
| 8.°      | Latino Amisa     | 0 | 1 | 1 | 2     |
| 9.°      | Sporting Cristal | 0 | 1 | 1 | 2     |
| 10.°     | Jaamsa           | 0 | 1 | 1 | 2     |
| 11.°     | Deportivo Wanka  | 0 | 1 | 0 | 1     |
| 12.°     | Camino de Vida   | 0 | 0 | 1 | 1     |

## Participación en torneos internacionales
Nota: Estas estadísticas son contabilizadas desde la utilización de la denominación Liga Nacional Superior de Voleibol. Para ver las estadísticas completas, mirar el artículo Primera División de Voleibol Femenino del Perú.
Los clubes peruanos participan en el Campeonato Sudamericano de Clubes de Voleibol Femenino que es un torneo organizado por la Confederación Sudamericana de Voleibol (CSV). 
| Géminis      |  | 1 (2010) |
| USMP         |  | 1 (2016) |
| UCV          |  | 1 (2013) |
| Alianza Lima |  | 1 (2025) |